# Hall of Fame Open 2024
Hall of Fame Open 2024, oficiálně  Infosys Hall of Fame Open 2024, byl tenisový turnaj na mužském profesionálním okruhu ATP Tour, hraný v Casinu Newport, sídle Mezinárodní tenisové síně slávy. Čtyřicátý osmý ročník Hall of Fame Open probíhal mezi 15. a 21. červencem 2024 v rhodeislandském Newportu na travnatých dvorcích. 
Turnaj dotovaný 742 350 dolary patřil do kategorie ATP Tour 250. Nejvýše nasazeným singlistou se stal patnáctý tenista světa obhajující titul Adrian Mannarino z Francie, kterého ve druhém kole vyřadil Reilly Opelka. Jako poslední přímý účastník do hlavní singlové soutěže nastoupil americký 182. hráč žebříčku Maxime Cressy.
V důsledku invaze Ruska na Ukrajinu na konci února 2022 řídící organizace tenisu ATP, WTA a ITF s grandslamy rozhodly, že ruští a běloruští tenisté mohli dále na okruzích startovat, ale do odvolání nikoli pod vlajkami Ruska a Běloruska.
První kariérní trofej na okruhu ATP Tour vyhrál 30letý Američan Marcos Giron, když triumfoval ve dvouhře. Po skončení se posunul na nové žebříčkové maximum, 22. místo. Čtyřhru ovládli Švéd André Göransson s Nizozemcem Semem Verbeekem, kteří odehráli první turnaj jako spoluhráči.

## Rozdělení bodů a finančních odměn

### Rozdělení bodů
| Soutěž  | Soutěž      | vítězové | finalisté | semifinalisté | čtvrtfinalisté | 16 v kole | 28 v kole | Q  | Q2 | Q1 |
| ------- | ----------- | -------- | --------- | ------------- | -------------- | --------- | --------- | -- | -- | -- |
| dvouhra | [ 1 ] [ 5 ] | 250      | 165       | 100           | 50             | 25        | 0         | 13 | 7  | 0  |
| čtyřhra | [ 6 ]       | 250      | 150       | 90            | 45             | 0         | —         | —  | —  | —  |

Vysvětlivky
1. ↑  Nasazení s volným losem do druhého kola v případě prohry neobdrželi žádné body.'"`UNIQ--ref-00000012-QINU`"'

### Finanční odměny
| Soutěž                                  | Soutěž      | vítězové  | finalisté | semifinalisté | čtvrtfinalisté | 16 v kole | 28 v kole | Q2      | Q1      |
| --------------------------------------- | ----------- | --------- | --------- | ------------- | -------------- | --------- | --------- | ------- | ------- |
| dvouhra                                 | [ 1 ] [ 5 ] | 100 635 $ | 58 700 $  | 34 510 $      | 19 995 $       | 11 610 $  | 7 095 $   | 3 550 $ | 1 935 $ |
| čtyřhra                                 | [ 6 ]       | 34 960 $  | 18 710 $  | 10 970 $      | 6 130 $        | 3 610 $   | —         | —       | —       |
| částky ve čtyřhrách jsou uvedeny na pár |             |           |           |               |                |           |           |         |         |

## Mužská dvouhra

### Nasazení
| Stát                            | Hráč                | ATP | Nasazení |
| ------------------------------- | ------------------- | --- | -------- |
| Francie                         | Adrian Mannarino    | 24. | 1.       |
| USA                             | Marcos Giron        | 46. | 2.       |
| USA                             | Alex Michelsen      | 55. | 3.       |
| USA                             | Christopher Eubanks | 62. | 4.       |
| USA                             | Brandon Nakashima   | 65. | 5.       |
| Austrálie                       | Aleksandar Vukic    | 69. | 6.       |
| Francie                         | Arthur Rinderknech  | 76. | 7.       |
| Austrálie                       | Rinky Hijikata      | 77. | 8.       |
| Žebříček ATP k 1. červenci 2024 |                     |     |          |

### Jiné formy účasti
Následující hráči obdrželi divokou kartu do hlavní soutěže:
- Reilly Opelka
- Ethan Quinn
- Eliot Spizzirri

Následující hráči postoupili z kvalifikace:
- Alex Bolt
- Billy Harris
- Marc Polmans
- Li Tu

### Odhlášení
před zahájením turnaje
- Alexandr Bublik → nahradil jej  Benoît Paire
- Arthur Cazaux → nahradil jej  Zachary Svajda
- James Duckworth → nahradil jej  Radu Albot
- Giovanni Mpetshi Perricard → nahradil jej  Harold Mayot
- Šang Ťün-čcheng → nahradil jej  Emilio Nava
- Jordan Thompson → nahradil jej  Coleman Wong

## Mužská čtyřhra

### Nasazení
| Stát                                                                       | Hráč                       | Stát       | Hráč                  | ATP  | Nasazení |
| -------------------------------------------------------------------------- | -------------------------- | ---------- | --------------------- | ---- | -------- |
| USA                                                                        | Nathaniel Lammons          | USA        | Jackson Withrow       | 46.  | 1.       |
| Spojené království                                                         | Julian Cash                | USA        | Robert Galloway       | 74.  | 2.       |
| Ekvádor                                                                    | Diego Hidalgo              | Austrálie  | John-Patrick Smith    | 126. | 3.       |
| USA                                                                        | William Blumberg           | Austrálie  | Rinky Hijikata        | 142. | 4.       |
| USA                                                                        | Evan King                  | USA        | Reese Stalder         | 152. | 5.       |
| Švédsko                                                                    | André Göransson            | Nizozemsko | Sem Verbeek           | 165. | 6.       |
| USA                                                                        | Ryan Seggerman             | USA        | Patrik Trhac          | 199. | 7.       |
| Indie                                                                      | Rithvik Čoudary Bollipalli | Indie      | Niki Kalijanda Půnača | 218. | 8.       |
| Žebříček ATP k 1. červenci 2024; číslo je součtem umístění obou členů páru |                            |            |                       |      |          |

### Jiné formy účasti
Následující páry obdržely divokou kartu do hlavní soutěže:
- Robert Cash /  James Tracy
- Joshua Paris /  Ramkumar Ramanathan

### Odhlášení
před zahájením turnaje
- Harri Heliövaara /  Henry Patten → nahradili je  Christian Harrison /  Vasil Kirkov
- Constant Lestienne /  Šang Ťün-čcheng → nahradili je  Constant Lestienne /  Zachary Svajda
- Nicolas Mahut /  Adrian Mannarino → nahradili je  Adrian Mannarino /  Harold Mayot
- Max Purcell /  Jordan Thompson → nahradili je  Luke Saville /  Aleksandar Vukic

## Přehled finále

### Mužská dvouhra
- Marcos Giron vs.  Alex Michelsen, 6–7(4–7), 6–3, 7–5

### Mužská čtyřhra
- André Göransson /  Sem Verbeek vs.  Robert Cash /  James Tracy, 6–3, 6–4